# Lester del Rey
Lester del Rey (2. června 1915, Saratoga, Minnesota – 10. května 1993, New York) byl americký spisovatel science fiction a fantasy, jeden z autorů období tzv. Zlatého věku sci-fi.

## Život
Lester del Rey tvrdil, že se narodil jako Ramon Felipe San Juan Mario Silvio Enrico Smith Heartcourt-Brace Sierra y Alvarez del Rey y de los Verdes, že jeho otec byl chudý pachtýř španělského původu a že jeho rodina zahynula při autonehodě roku 1935. Avšak podle jeho právníků bylo jeho skutečné jméno Leonard Knapp a při havárii roku 1935 zahynula jeho první manželka.
Studia na Univerzitě George Washingtona po dvou letech opustil a pak prošel různými zaměstnáními. Debutoval roku 1938 povídkou The Faithful, která vyšla v nejprestižnějším pulpovém magazínu té doby Astounding Science Fiction, který redigoval John Wood Campbell. Zde také v tom samém roce vydal dnes již klasickou robotickou povídku Helen O'Loy (Helena O'Loyová). Spisovatelem z povolání se stal roku 1950 a pod různými pseudonymy také redigoval do roku 1953 celou řasu časopisů (Space Science Fiction, Fantasy Fiction, Science Fiction Adventures, Rocket Stories a Fantasy Fiction). V letech 1969–1974 řídil významnější časopisy If a Galaxy Science Fiction. Roku 1977 vstoupil se svou čtvrtou manželkou Juddy-Lynn do nakladatelství Ballantine Books a společně s ní zde založil významnou sci-fi edici Del Rey Books. Po její smrti roku 1986 setrval v této činnosti až do roku 1991.
Za svá díla získal celou řadu ocenění. Roku 1972 mu udělila New England Science Fiction Association cenu Edward E. Smith Memorial Award for Imaginative Fiction, roku 1985 získal zvláštní cenu Balrog a roku 1990 se stal jedenáctým velmistrem sci-fi.

## Dílo (výběr)

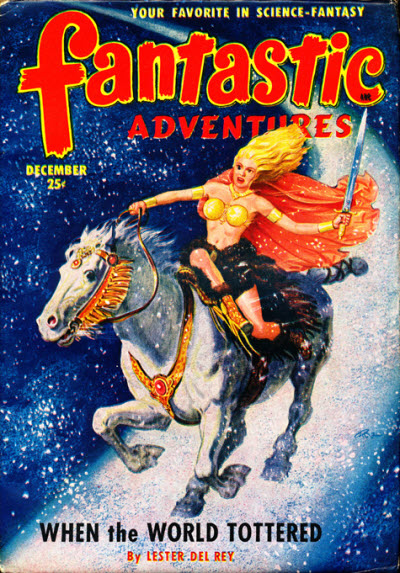
Obálka časopisu Fantastic Adventures z roku 1950 s autorovu povídkou When the World Tottered.

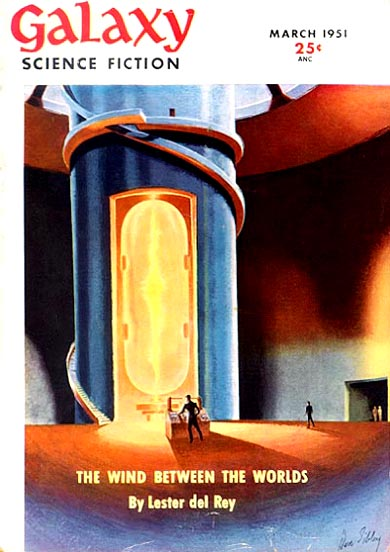
Obálka časopisu Galaxy Science Fiction z roku 1951 s autorovu povídkou The Wind Between the Worlds.

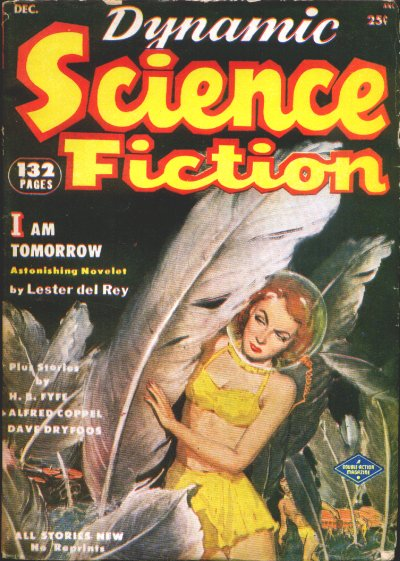
Obálka časopisu Dynamic Science Ficiton z roku 1952 s autorovu povídkou I Am Tomorrow.

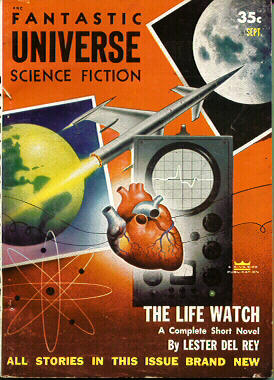
Obálka časopisu Fantastic Universe z roku 1954 s autorovu povídkou The Life Watch.

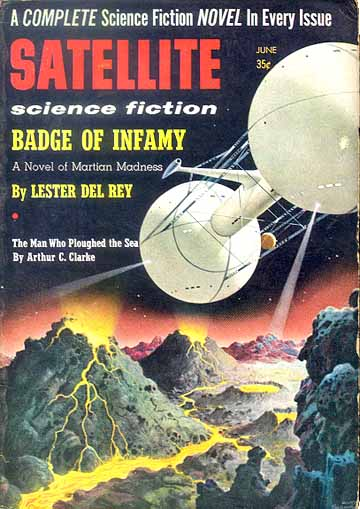
Obálka časopisu Satellite Science Fiction z roku 1957 s autorovým románem Badge of Infamy.

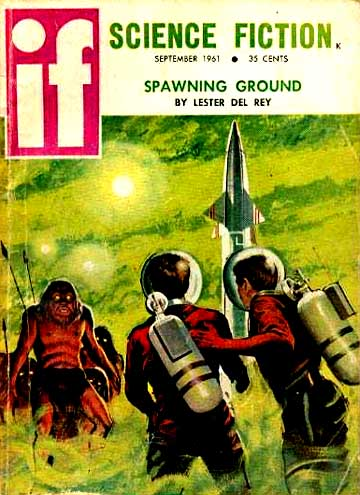
Obálka časopisu If z roku 1961 s autorovou povídkou Spawning Ground.

### Povídky
- The Faithful (1938, Věrný).
- Helen O'Loy (1938, Helena O'Loyová),[10] příběh člověka, který se ožení s věčně mladou ženou - robotkou.
- The Day Is Done (1939, Poslední den), vyprávění o životě posledního neandrtálce.
- Dark Mission (1940).
- Carillon of Skulls (1941), jako Philip James.
- The Wings of Night (1942).
- Nerves (1943, Nervy), přepracováním této povídky vznikl roku 1956 stejnojmenný román o havárii v atomové elektrárně.
- Fifth Freedom (1943), jako John Alvarez.
- The Renegade (1943), jako Marion Henry.
- Though Dreamers Die (1944)
- Into Thy Hands (1945).
- When the World Tottered (1950).
- The Wind Between the Worlds (1951).
- Instinct (1952).
- I Am Tomorrow (1952).
- The Life Watch (1954).
- No More Stars (1954), společně s Frederikem Pohlem pod pseudonymem Charles Satterfield.
- Little Jimmy (1957).
- Spawning Ground (1961).
- Earthbound (1963, Připoután k zemi).
- Evensong (1967, Nešpory), povídka, jejíž hlavní hrdina musí čelit bytostem, které sám stvořil.

### Sbírky povídek
- And Some Were Human (1948, A někteří byli lidští).
- Robots and Changelings (1957, Roboti a podvrženci.
- Mortals and Monsters (1965).
- Gods and Golems (1973, Bohové a golemové).
- The Early del Rey (1975)
- The Best of Lester del Rey (1978)
- War and Space (2009).
- Robots and Magic (2010).
- Lester del Rey Collection (2011).
- The Band Played On and Other Stories (2013).

### Romány
- Marooned on Mars (1952)
- Rocket Jockey (1952), jako Philip St. John.
- Attack from Atlantis (1953).
- Battle on Mercury (1953), jako Erik van Lhin
- The Mysterious Planet (1953), jako Kenneth Wright.
- Rockets to Nowhere (1954), jako Philip St. John.
- The Sky Is Falling (1954)
- Step to the Stars (1954), první díl trilogie The Moon (Měsíc) určené pro mládež.
- For I Am A Jealous People (1954)
- Preferred Risk (1955) společně s Frederikem Pohlem pod pseudonymem Edson McCann.
- Mission to the Moon (1956), druhý díl trilogie The Moon (Měsíc).
- Nerves (1956, Nervy), román vznikl přepracováním stejnojmenné povídky z roku 1943. Jde o dramatický příběh o havárii v atomové elektrárně a jejich důsledích.
- Police Your Planet (1956, Dohlédněte si na svou planetu), jako Erik van Lhin.
- The Cave of Spears (1957).
- Badge of Infamy, časopisecky 1957, knižně 1963.
- Day of the Giants (1959, Den obrů), humorná fantasy. Hlavními hrdiny jsou farmář Leif Svensen a jeho bratr-dvojče Lee, který je protřelý voják. Oba se zapletou do poslední bitvy mezi severskými bohy a ledovými obry, do tzv. Ragnaroku.
- Moon of Mutiny (1961), třetí díl trilogie The Moon (Měsíc).
- The Eleventh Commandment (1962, Jedenácté přikázání), postkatastrofický příběh s motivem přelidnění lidstva.
- Outpost of Jupiter (1963).
- The Sky Is Falling (1963).
- The Runaway Robot (1965). společně s Paulem W. Fairmanem.
- The Infinite Worlds of Maybe (1966), společně s Paulem W. Fairmanem.
- Rocket from Infinity (1966), společně s Paulem W. Fairmanem.
- The Scheme of Things (1966), společně s Paulem W. Fairmanem.
- Siege Perilous (1966), společně s Paulem W. Fairmanem, roku 1969 jako The Man Without a Planet.
- Tunnel Through Time (1966), společně s Paulem W. Fairmanem.
- Prisoners of Space (1968), společně s Paulem W. Fairmanem.
- Pstalemate (1971), příběh člověka obdařeného mimosmyslovými schopnostmi.
- Weeping May Tarry (1978) společně s Raymondem F. Jonesem.